# Anácer Maomé
Maleque Naceradim Maomé ibne Calaum (الملك الناصر ناصر الدين محمد بن قلاوون), dito Anácer Maomé (em árabe: الناصر محمد, lit. 'An-Nasir Muhammad') ou Abu Almali em árabe: أبو المعالى, foi um sultão mameluco da dinastia Bahri que reinou no Egito por três vezes: entre dezembro de 1293 e dezembro de 1294, entre 1299 e 1309 e de 1309 até à sua morte em 1341.

## Contexto
Anácer Maomé era o filho caçula do sultão Qalawun e irmão de seu antecessor, Axerafe Calil. Ele nasceu no Cairo em Qal'at al-Jabal ("cidadela da Montanha"), de ascendência mongol. Seu longo reinado foi interrompido por duas vezes, nas quais ele foi temporariamente deposto.

## Primeiro reinado: 1293 - 1294

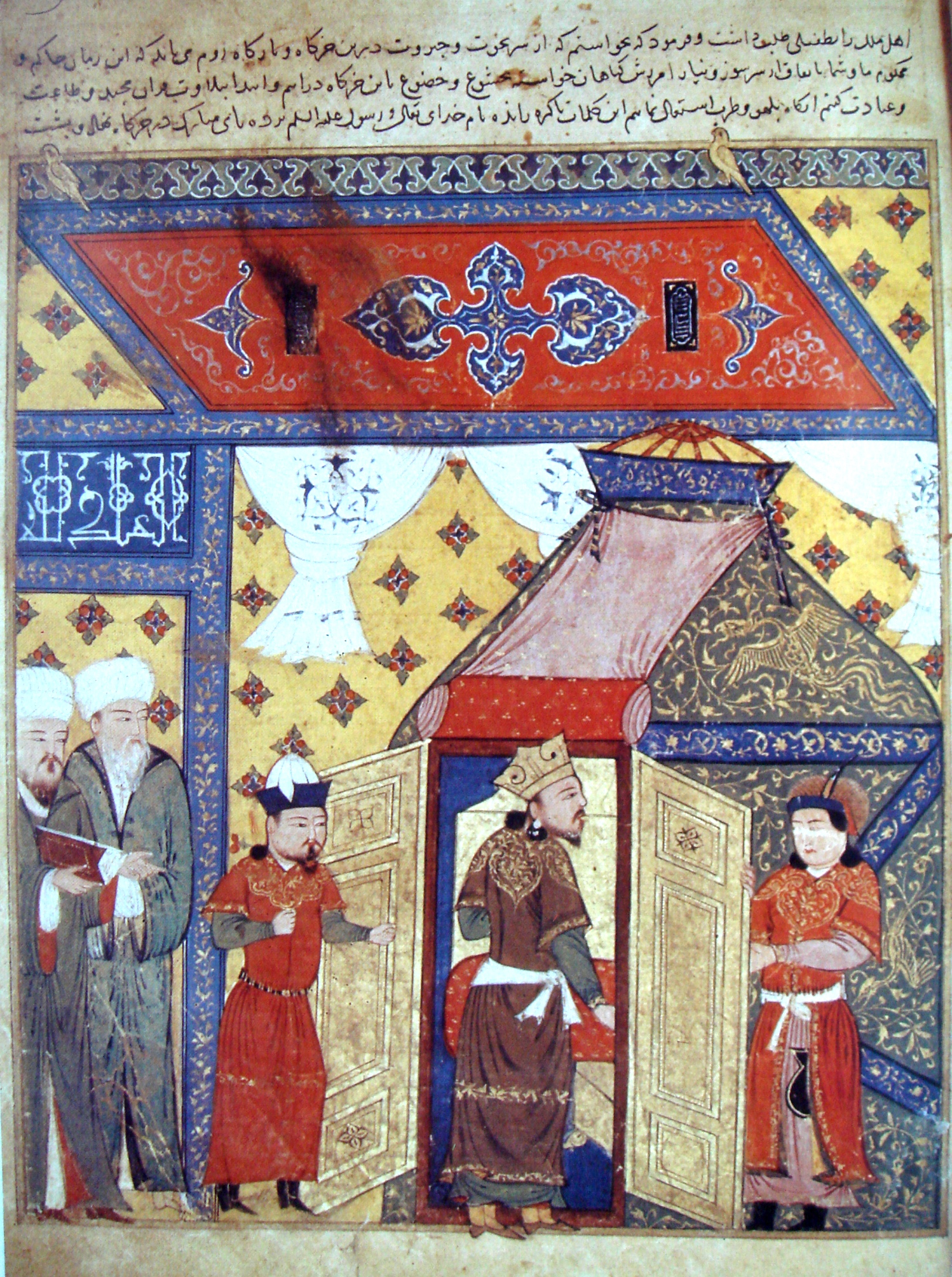
Conversão de Gazã

Após o assassinato de Axerafe Calil em dezembro de 1293, Nácer foi instalado como sultão tendo Quitebuga como regente e vice-sultão e o emir Sanjar al-Shuja'i como vizir. Ele tinha apenas nove anos de idade e reinava apenas nominalmente. Quitebuga e al-Shuja'i eram os governantes de facto do Egito.
Contudo, os dois, Quitebuga, que tinha origem mongol, e al-Shuja'i, eram rivais e a relação entre os dois não era boa. Al-Shuja'i, com o apoio dos mamelucos burjidas, planejou prender Quitebuga e assassinar seus emires, mas o rival cercou a cidadela e terminou o conflito assassinando al-Shuja'i e expulsando os burjidas da cidadela.
Quando o emir Hoçam Adim Lajim, que fugira quando Calil foi morto, apareceu no Cairo, os burjidas - que se denominavam al-Mamalik al-Ashrafiyah Khalil ("mamelucos de Axerafe Calil") e que foram expulsos por Quitebuga - se revoltaram provocando distúrbios no Cairo principalmente por que Lajin, que participara da morte de Calil, não foi preso e nem punido. Os ashrafiyah foram derrotados, contudo o próprio Nácer iria eventualmente vingar o assassinato do irmão, no qual Quitebuga também estava envolvido. Porém, Quitebuga se aproveitou da confusão e depôs Nácer, instalando-se como sultão e colocando Lajin como vice-sultão. O jovem sultão deposto, agora com dez anos, foi preso com a mãe numa parte isolada do palácio até que pudessem ser enviados para Nácer.
Em 1296, Quitebuga foi deposto por seu vice-sultão, Lajin, e fugiu para a Síria, onde morreu no ano seguinte como governador de Hama (vide abaixo). Lajin governou como sultão até ser assassinado juntamente com seu vice-sultão Mangu-Temur em 1299 (Batalha de Wadi al-Khazandar).

## Segundo reinado: 1299 - 1309
No Egito, os soldados derrotados de Nácer continuaram chegando de forma desordenada. Quitebuga, que estava na Síria, também fugiu para o Egito e o Cairo rapidamente ficou super-lotada por conta do enorme influxo de refugiados. Nácer e seus emires começaram a se preparar então para marchar novamente para o Levante. Dinheiro, cavalos e armas foram coletadas por todo o Egito. Uma tentativa de se utilizar de uma antiga fatwa emitida durante o reinado do sultão Qutuz e que obrigava cada egípcio a contribuir com um dinar para apoiar o exército não teve êxito e, por isso, decidiu-se que o povo deveria pagar a quantia por livre e espontânea vontade e não por conta de uma lei. Porém, inesperadamente chegaram notícias ao Cairo dando conta que Gazã abandonou o Levante após ter instalado dois de seus comandantes como seu representantes ali. O sultão Nácer enviou cartas para estes representantes pedindo-lhes que se submetesse a ele, ao que eles concordaram. Quitebuga recebeu o posto de governador de Hama enquanto Salar e Baibars al-Jashnakir marcharam com um exército para a região para liquidar as forças remanescentes de Gazã. Os drusos, que saquearam e roubaram os soldados de Nácer durante a retirada, foram atacados em suas fortalezas e foram forçados a devolver as armas e bens roubados. Os representantes submissos chegaram ao Egito e foram recebidos pelo sultão, que novamente era o soberano do Levante.
Além da ameaça mongol no Levante, o segundo reinado de Anácer Maomé também foi marcado por distúrbios domésticos. Revoltas religiosas irromperam no Cairo e rebeliões no Alto Egito foram duramente reprimidas. Em 1301, partes da Armênia Cilícia foram saqueadas e Sis foi atacada pelas forças do sultão lideradas pelos emires como represália ao apoio dado a Gazã pelos armênios. No ano seguinte, a ilha cruzada de Arwad foi tomada de assalto e saqueada por servir de base para ataques de piratas contra navios muçulmanos.

### Batalha de Marje Alçafar (1303)

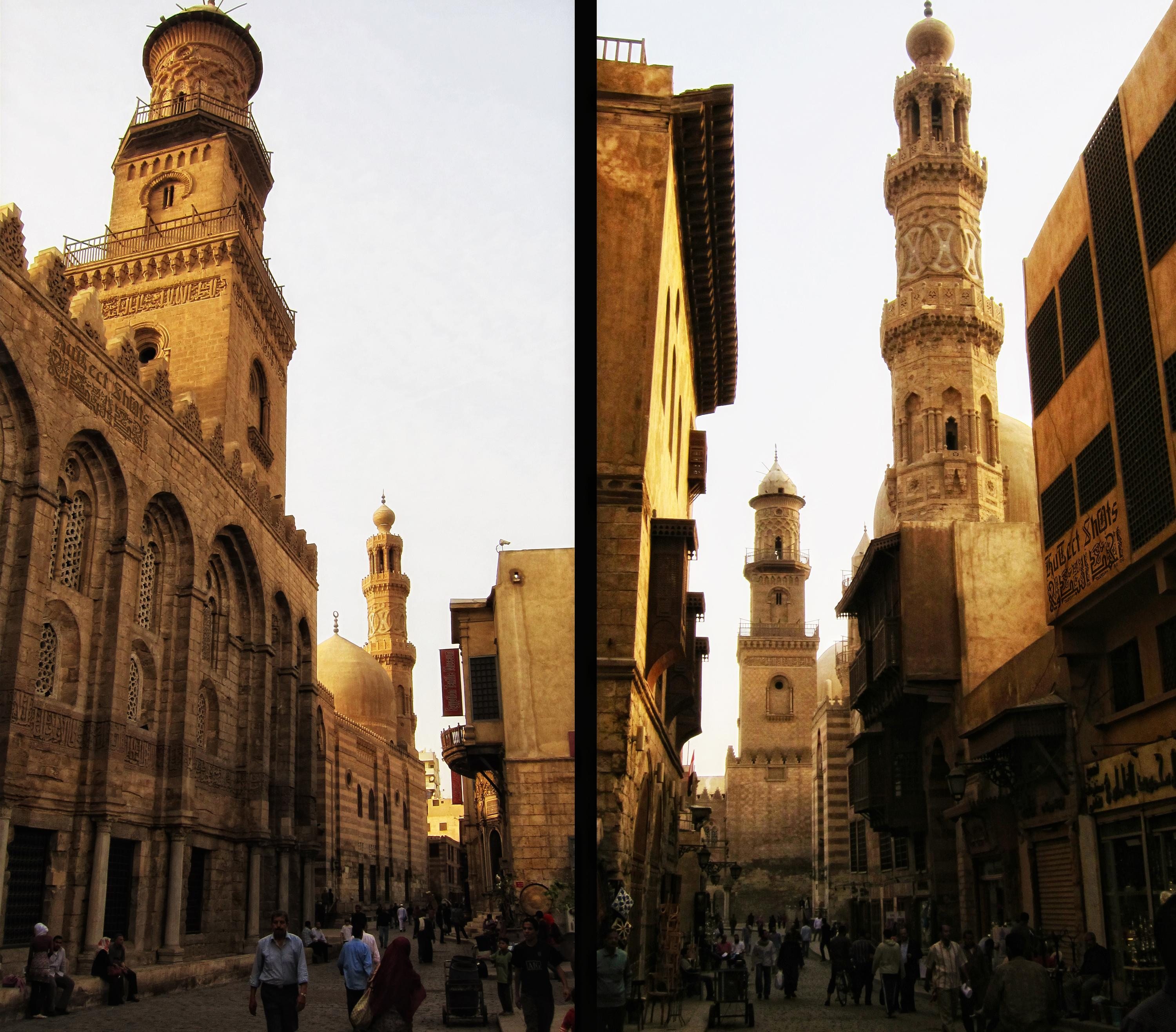
Madraça de Nácer, na rua Almuiz do Cairo

Em 1303, o exército de Gazã cruzou o Eufrates e marchou novamente para a Síria. A população fugiu de Alepo e Hama para Damasco. Uma força egípcia, liderada por Baibars Al-Jashnakir, chegou à cidade. Os damascenos queriam fugir também, mas foram avisados que seriam mortos e roubados se tentassem fazê-lo. Uma força de Gazã atacou as vilas turcomanas, levando mulheres e crianças como prisioneiros, mas as forças do sultão lideradas por seus emires deram combate aos mongóis e conseguiram libertar 6 000 prisioneiros.
Em 20 de abril, Anácer Maomé e o califa chegaram à Síria vindos do Egito e, enquanto eram recebidos pelos emires, notícias chegaram de que um exército mongol de 50 000 soldados, liderados por Qutlugh-Shah, o representante de Gazã, se aproximava. Nácer e os emires decidiram então enfrentá-los em Marje Alçafar.
O califa, que ficou ao lado do sultão no miolo do exército, exclamava para os soldados: Guerreiros, não temam pelo seu sultão, temam por suas mulheres e pela religião de seu Profeta". Uma força de aproximadamente 10 000 soldados liderados por Qutlugh-Shah atacou o flanco direito do exército de Nácer, mas as unidades de Baibars e Salar vieram em socorro e repeliram os atacantes. Uma confusão se iniciou quando muitos soldados pensaram que o exército de Nácer tinha sido derrotado ao verem os mongóis passando pelo flanco direito. Qutlugh-Shah recuou para as montanhas também acreditando ter vencido a batalha. De lá, ele viu o exército de Nácer firme no flanco esquerdo e soldados preenchendo os espaços no campo de batalha. Confuso, ele perguntou a um emir egípcio prisioneiro o que estaria acontecendo. O emir respondeu-lhe que aquele era o exército do sultão do Egito. Qutlugh-Shah ficou chocado, pois ele não sabia que Nácer havia chegado do Egito com seu exército. Ao pôr-do-sol, Quando ele viu seu exército sendo derrotado e em fuga, ele também fugiu. Na manhã seguinte, Qutlugh-Shah retornou ao campo de batalha, mas foi novamente derrotado. Sua terceira ofensiva ocorreu na manhã do terceiro dia, resultando na completa aniquilação de seu exército, com um número reduzido de soldados mongóis conseguindo escapar. Quando Gazã soube da derrota, ele ficou tão nervoso que teve uma séria hemorragia nasal e morreu um ano depois (11 de maio de 1304).
Nácer retornou ao Egito em meio a efusivos festejos e o Cairo, repleta de gente vinda de todas as partes do Egito para celebrar, estava decorado desde Babal Nácer ("Portão da Vitória") até Qal'at al-Jabal ("Cidadela da Montanha" - a sede do sultanato). O famoso historiador mameluco Baibars al-Dewadar estava presente na batalha.

### Conquistas e recuo

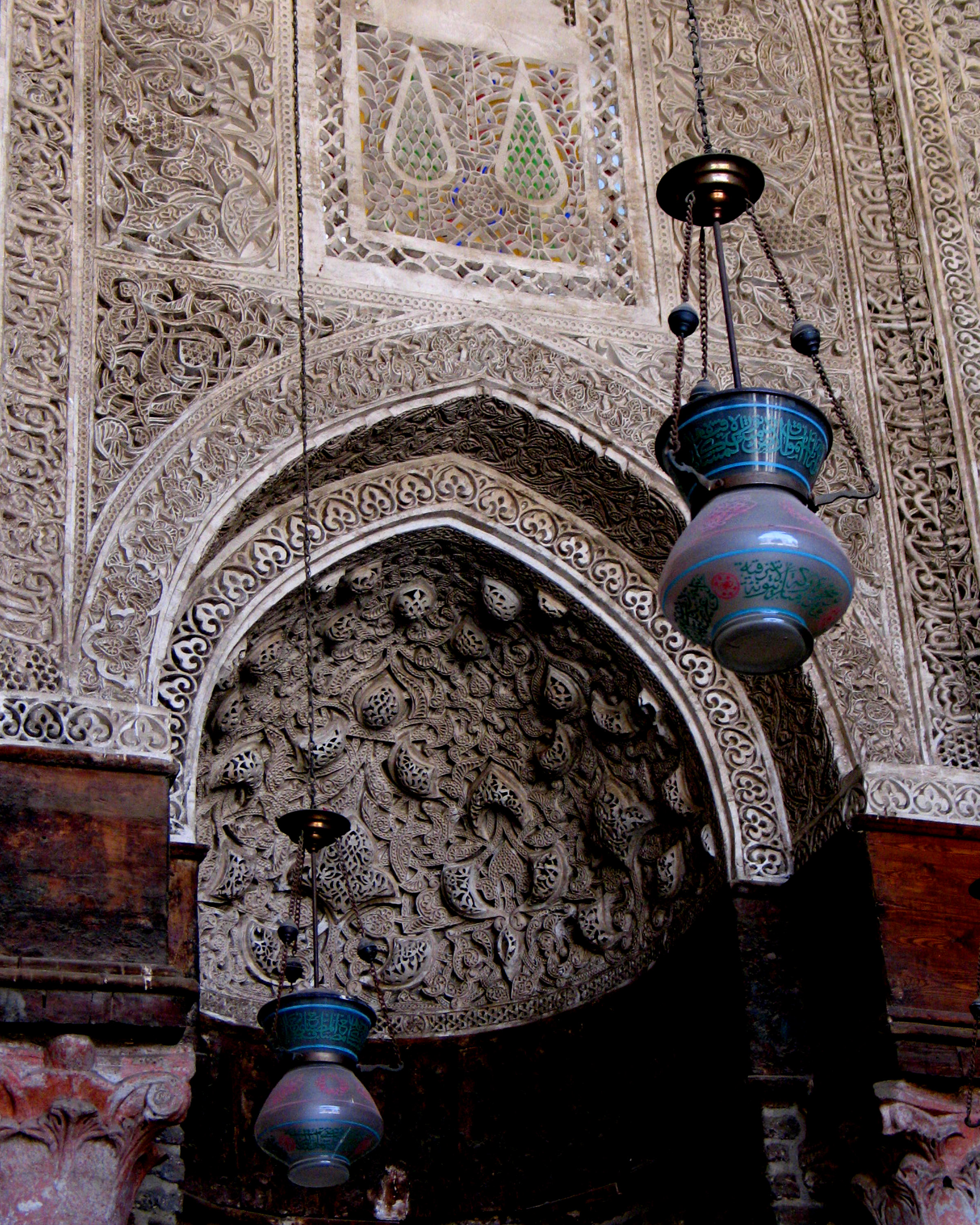
Mirabe na Madraça de Nácer, no Cairo

Em 1304, Sis foi atacada novamente pelos emires de Nácer e um grupo de mongóis, liderados pelo famoso comandante Badradim Albaba, foi bem recebido pelo sultão no Cairo. A madraça de Nassíria, que se utilizou do portal da catedral de Acre - trazido como espólio por Axerafe Calil para o Egito em 1291 - foi terminada. No mesmo ano, nasceu o filho de Nácer, Ali.
Em 1309, Anácer Maomé entendeu que não mais deveria ser dominado pelos seus generais Salar e Baibars al-Jashnakir. Ele os informou que iria até Meca em sua peregrinação mas, ao invés disso, ele foi até Nácer. Sua intenção inicial não era renunciar, mas ele sabia que não conseguiria governar enquanto os dois generais estivessem na capital e também que os dois, mais cedo ou mais tarde, acabariam tendo que depô-lo (ou mesmo matá-lo) para tomar o poder. Nácer tentou prendê-los, mas fracassou por imaginar que, estando em Nácer, longe do alcance dos generais, ele seria capaz de fazer novas alianças com os representantes do sultanato no Levante e que eles o apoiariam. Quando Nácer se recusou a voltar para o Egito, Baibars al-Jashnakir se auto-proclamou sultão (Baibars II) tendo Salar como seu vice.

## Terceiro reinado:1309 - 1341
Baibars II reinou no Egito por dez meses e 24 dias. Seu reinado foi marcado por distúrbios e ameaças vindas dos mongóis e dos cruzados. A população do Egito, que o odiava, exigiu o retorno do adorado sultão Anácer Maomé. O usurpador foi forçado a renunciar e fugir de uma multidão furiosa. Nácer retornou ao Egito e, aos vinte e quatro anos, depois de ter sido dominado por Quitebuga e al-Shuja'i no primeiro reinado e por Baibars e Salar no segundo, estava determinado a não deixar mais isso acontecer. Logo de início, ele mandou executar Baibars al-Jashnakir e aceitou a renúncia de Salar como vice-sultão, substituindo-o por Baktmar al-Jukondar, que também acabou preso um ano depois, morrendo logo em seguida. Os mamelucos e as propriedades de Baibars e de Salar foram confiscados.
Em 1310, o vice sultão Baktmar e o emir Bikhtas conspiraram para derrubar novamente Nácer e substituí-lo pelo emir Musa, filho de as-Salih e neto de Qalawun. Musa concordava com o plano, mas notícias da conspiração acabar chegando ao sultão através de um emir e tanto Bikhtas quanto Musa acabaram sendo presos. O vice-sultão Baktmar al-Jukondar também foi preso. Baibars al-Dewadar se tornou o novo vice-sultão. Por causa de suas más experiências com emires e seus estratagemas, Anácer Maomé se tornou um sultão desconfiado e sensível, atento a todos os detalhes. Ele chegou até o ponto de exilar o califa em Qûs em 1338.

### Luta contra a corrupção
De forma lenta, mas sistemática, Nácer de fato tomou o poder do sultanato e se vingou dos emires que, de alguma forma, foram injustos com ele no passado e com os emires que tramaram contra ele após seu retorno para o Egito. Ele aboliu algumas posições oficiais, confiscou a riqueza dos filhos corruptos, dispensou os mongóis que estavam em posições oficiais e anulou os impostos e sobretaxas excepcionais (mikoos) que foram impostas à população comum pelas autoridades e servidores públicos e que tornavam os emires muito poderosos. Ele empregou o emir Ibn al-Waziri, um homem conhecido por ser duro contra os corruptos, como chefe da Dar al-Adl ("Corte de Justiça") e ele mesmo costumava ouvir, toda segunda-feira, as reclamações da população contra servidores públicos e emires. Ele proibiu que seus governadores executassem ou decretassem punições físicas sem sua permissão e acabou com uma infame masmorra que existia perto da cidadela. Em 1314, ele aboliu também o posto de vice-sultão. E, no ano seguinte, ele realizou uma pesquisa sobre as propriedades rurais para poder reiniciar a cobrança de impostos sobre os proprietários.

### Política interna e externa

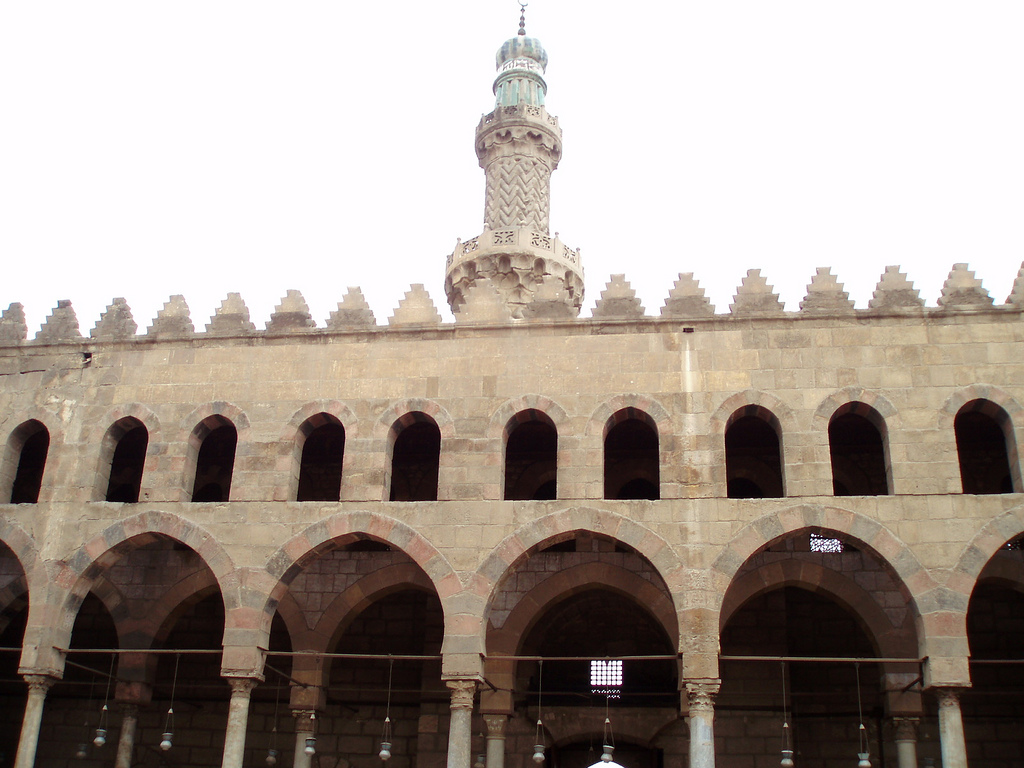
Mesquita de Nácer, no Cairo

Durante o terceiro reinado de Anácer Maomé, o Egito não enfrentou ameaças externas nem dos cruzados e nem dos mongóis, que estavam muito enfraquecidos por suas frequentes derrotas e por conflitos internos. Porém, o governante mongol Oljeitu chegou a cercar fortalezas mamelucas, mas teve que recuar por conta do calor em 1312-13. No ano seguinte, a cidade de Malátia foi tomada por Tunkuz, o representante do sultão no Levante. Sis e outras localidades sofreram raides pelas forças de Nácer, mas nenhum grande problema ocorreu. No Egito, ocorreram alguns poucos distúrbios no Alto Egito por conta das atividades ilegais de algumas tribos árabes, rapidamente subjugadas. Porém, em fevereiro de 1321, um grande distúrbio entre as comunidades egípcias muçulmanas e cristãs depois que diversas igrejas cristãs foram subitamente destruídas, simultaneamente, em várias partes do Egito, ao que se seguiu uma série de incêndios em várias mesquitas e outros edifícios no Cairo. Uns poucos cristãos foram presos tentando atear fogo em mesquitas e outros edifícios.
Embora a economia do Egito tenha florescido durante o terceiro reino de Nácer, seu reinado foi acometido algumas vezes por problemas financeiros e por aumentos dos preços provocados pela circulação ilegal de moedas com o peso abaixo do esperado ou moedas feitas de ligas metálicas impuras. Nácer cunhou milhares de moedas para tentar combater essas moedas ilegais.
Sob Nácer, a posição do Egito como uma potência local se fortaleceu. Delegações estrangeiras e enviados portanto presentes para o sultão visitavam o Cairo com frequência, sempre em busca de ajuda e amizade do sultão. As visitas mais importantes foram de enviados do papa João XXII e do rei Filipe VI da França. Os enviados papais chegaram no Cairo em junho de 1327 com presentes e uma carta do papa, que apelava a Nácer que tratasse bem os cristãos, que protegesse os seus lugares santos e que não mais atacasse Sis. Estes foram os primeiros enviados do papa ao Egito desde a época do sultão aiúbida as-Salih Ayyub. Em fevereiro de 1330, o rei Felipe VI enviou uma delegação de 120 pessoas que apelaram ao sultão que concedesse a Felipe a cidade de Jerusalém e as áreas da costa do Levante. Nácer respondeu ofendendo os enviados francos e seu rei, ordenando-lhes que deixassem o Egito.

### Obras públicas
O longo reinado de Anácer Maomé marcou o apogeu do poder mameluco e ponto alto da cultura no Egito desde a Alexandria ptolemaica. Diversas obras extraordinárias foram iniciadas. Ele re-escavou, novamente, o canal que ligava Alexandria com o Nilo: ele foi reinaugurado em 1311 e se utilizou de mão-de-obra em escala faraônica. Entre algumas de suas obras no Cairo estão a grande praça que era chamada de al-Midan al-Nasiri, Alcácer Alablaque ("Palácio de Alablaque") e a reestruturação do iwan que fora construído por seu pai, Qalawun. Além disso, ele construiu madraças, banhos públicos e reformou mais de trinta mesquitas, algumas das quais estão entre os mais esplêndidos exemplos da arquitetura islâmica. Sua própria mesquita na cidadela, que existe até hoje, foi decorada com pedras trazidas da arruinada catedral de Acre. Ele também acrescentou às estruturas de seu pai o primeiro sabeel (uma fonte).

## Relato de Maleque Nácer no livro de ibne Batuta
ibne Batuta foi um viajante famoso e que passou pelo Cairo quando Nácer era o sultão. Seu relato foi:
| “ | O sultão do Egito na época de minha chegada era Maleque Nácer Abul Fate Maomé, filho de Maleque Almançor Ceifadim Almançor Ceifadim Calaum Açali. Calaum era conhecido como al-Alfi ['o homem mil'] por que Maleque Açali o comprou por mil dinares de ouro. Ele veio de Kipchak (Qifjaq). Maleque Nácer ("Misericórdia de Deus sobre ele") foi um homem de caráter generoso e de grandes virtudes, e provas suficientes de sua nobreza são evidentes por sua devoção ao serviço dos dois santuários sagrados [Meca e Medina] e às obras de beneficência que ele realiza todos os anos para auxiliar os peregrinos, fornecendo-lhes camelos carregados de provisões e água para os que não tem outros meios, os indefesos, e por carregar os que não conseguem acompanhar a caravana ou que estão muito fracos para andar, tanto na rota peregrina egípcia quanto na que parte de Damasco. Ele também construiu um grande convento em Siryaqus, redondezas do Cairo. | ” |

## Legado
O famoso historiador mameluco Ibn Iyas escreveu o seguinte sobe Anácer Maomé: "Seu nome foi mencionado por toda parte de maneira distinta de todos os outros nomes reais. Todos os reis escreveram para ele, enviaram-lhe presentes e o temeram. Todo o Egito estava em suas mãos".
Tanto o pai quanto o irmão de Nácer foram sultões e oito de seus filhos e quatro de seus netos foram também sultões:
- Filhos (sultões entre 1341 e 1361 ):
  - Almançor Abu Becre
  - Axerafe Cujuque
  - Nácer Amade
  - Sale Ismail
  - al-Kamil Shaban
  - Almuzafar Haji
  - Nácer Haçane
  - Sale Sale

- Netos (sultões entre 1363 e 1382):
  - Almançor Maomé
  - Axerafe Nácer Adim Xabam
  - Almançor Aladim Ali
  - Sale Haji